# 馮建民
馮建民，PMSM（1957年1月15日—2006年9月8日），已故香港警務人員，階至總警司。妻子為總督察蘇美薇。

## 生平
馮建民於16歲（1973年）時在一所瑪利諾中學完成中四後因一股當警察的衝動驅使他放棄了學業，加入第一屆的警察少年訓練學校，次年畢業，並以優異成績完成香港中學會考課程。他在香港仔警察訓練學校時獲得俗稱「銀雞頭」的「最佳結業學員」獎。後來晉升督察時又獲得「榮譽警棍獎暨施禮榮盾」。馮建民於1974年至1979年的5年間，分別駐守過毒品調查科、尖沙咀警區及警察機動部隊。
不到21歲，就獲提拔晉升為警長，並且出任少年警察訓練學校教官。於1983年，升為督察，三年後升至總督察；於2003年，升為總警司，為有組織罪案及三合會調查科主管。期間，坊間稱他為「O記一哥」。上任後，馮建民對季炳雄案極為重視，並且派員跟蹤其同黨吳振強。警隊後憑吳振強與外界的電話聯絡，成功勾出季炳雄的行蹤，最終成功緝獲頭號通緝犯季炳雄。此外，他亦成功在名為「火苗」的掃黃行動中，成功消滅了一個年賺逾億，操縱近千名妓女的大型賣淫集團，風頭一時無兩。
馮建民曾經獲得邀請到英國布林斯山英國警察訓練及發展中心，在一個海外高級警務人員國際策略領袖課程中作專題演講，講解亞太區跨境罪行的情況。他亦曾接受布林斯山英國警察訓練學校以及美國聯邦調查局的訓練，是警隊中極少數可以被保送到後者參與訓練的警務人員。
2005年末，他被指在「Ba叔案」中收受賄款，被廉政公署調查，被警隊暫止一切的職務，假後被調往總部支援課，負責內勤事務。2006年3月8日下午，他被發現半昏迷於大埔汀角路一間村屋內，懷疑曾經企圖自殺。警察在現場發現有燒炭的痕跡，並且發現有藥丸，但是沒有遺書。馮建民被送往那打素醫院，情況嚴重但無生命危險，警方將案為企圖自殺案。2006年9月8日下午，馮建民在葵涌祖堯邨墮樓身亡，終年49歲。於9月29日，在世界殯儀館設靈。

## 獲頒榮譽
- （1997年）香港警察長期服務獎章
- （1999年）香港警察長期服務獎章加敘第一勳扣
- （2003年）香港警察榮譽獎章
- （2004年）香港警察長期服務獎章加敘第二勳扣

## 外部連結
- 馮建民出席英國課程-警聲 （页面存档备份，存于）
- 馮建民與一些同事皆熱中於樓宇買賣投資，在1997年樓市高峰時，以千多萬港元[] 購入華景山莊]